# Dansk Film-Avis nr. 702
Dansk Film-Avis nr. 702 er en dansk Ugerevy med dokumentariske optagelser fra 1945. Filmene blev produceret af UFA film A/S, der var ejet af det tyske UFA, der var ejet af den tyske stat.
Den dansk producerede Dansk Film-Avis var en nazistisk ugerevy og udkom i årene 1941-1945. Den bestod typisk af tre dele: dansk stof, optaget af danske kameramænd, tysk stof fra Tyskland og reportager fra fronten, produceret af Deutsche Wochenschau.

## Handling
1. Odense Zoo forbereder den kommende sæson. Optagelser af bl.a. dromedarer, Himalayabjørne, søløver og chimpanser.

2. Katteudstilling i København. Miss Danmark blev kåret.

3. Unge kunstnere ankommer til deres kursus hos professor Kræsten Iversen (1886-1955) på Kunstakademiet i København.

4. Det årlige skiløb ved Solberg i Norge.

5. Den strenge vinter i Europa har gjort det nødvendigt, at der lægges foder ud til hjortene.

6. Sårede tyske krigsfanger vender hjem til fædrelandet.

7. Den tyske civilbefolkning, kvinder og børn, flygter med de mest nødvendige ejendele fra de østlige områder, der er truet af bolsjevikkerne. Overalt bygges der barrikader. Ved samlestederne bliver der gjort alt for flygtningene. Mændene gør sig rede til at forsvare deres hjemstavn til det yderste, bl.a. Katowich.